# Markevitchielinus anchoratus
Markevitchielinus anchoratus – gatunek widłonoga z rodziny Chondracanthidae; jedyny przedstawiciel rodzaju Markevitchielinus. Gatunek i rodzaj opisał w 1975 roku ukraiński biolog Wołodymyr Mychajłowycz Tytar (ukr. Володимир Михайлович Титар).